# Canton de Magnac-Laval
Le canton de Magnac-Laval est une ancienne division administrative française située dans le département de la Haute-Vienne et la région Nouvelle-Aquitaine. À la suite du redécoupage cantonal de 2014, le canton est fondu dans celui de Châteauponsac.

## Géographie
Ce canton était organisé autour de Magnac-Laval dans l'arrondissement de Bellac. Son altitude variait de 181 m (Droux) à 348 m (Dompierre-les-Églises) pour une altitude moyenne de 280 m.

## Représentation

### Conseillers généraux de 1833 à 2015
| Période | Période | Identité                                                | Étiquette     | Qualité |
| ------- | ------- | ------------------------------------------------------- | ------------- | --- |
| 1833    | 1833    | Antoine-Théobald Marcoul-Lagorce (1784-1854)            |               | Propriétaire du château et maire de Dompierre |
| 1833    | 1842    | Amable Jevardat de Fombelle (1783-1855)                 |               | Propriétaire du domaine de Sirevenon Ancien maire de Magnac-Laval (1813-1830) |
| 1842    | 1864    | Guy-Théobald Beilot                                     |               | Médecin, maire de Magnac-Laval |
| 1864    | 1871    | Adrien Calley-Saint-Paul                                | Centre gauche | Banquier Député (1857-1870) |
| 1871    | 1904    | Comte André Dominique Alphonse de Couronnel (1836-1906) | Conservateur  | Secrétaire d'ambassade Propriétaire à Magnac-Laval |
| 1904    | 1910    | Amable Dubrac de Feux                                   | Républicain   | Docteur en médecine Maire de Magnac-Laval (1892-1913) |
| 1910    | 1940    | Camille Grellier (1883-1949)                            | RG-Rad.       | Agriculteur, Président de la Chambre d'agriculture Docteur en droit Maire de Magnac-Laval Membre de la Commission administrative de la Haute-Vienne (1941-1942) Nommé conseiller départemental en 1942 |
|         |         |                                                         |               | |
| 1945    | 1979    | Georges Lamousse                                        | SFIO puis PS  | Inspecteur primaire à Bellac Sénateur de la Haute-Vienne (1959-1977) Maire de Droux (1965-1989) |
| 1979    | 2011    | Jean-Claude Fauvet                                      | PCF puis ADS  | Instituteur Maire de Droux (1989-2008) |
| 2011    | 2015    | Josiane Demousseau                                      | DVD           | Chef d'entreprise Maire de Saint-Léger-Magnazeix (2008-2020) |

### Conseillers d'arrondissement (de 1833 à 1940)
| Période                                  | Période | Identité            | Étiquette   | Qualité |
| ---------------------------------------- | ------- | ------------------- | ----------- | --- |
| 1833                                     | 1839    | M. Bigaud-Bellevue  |             | Maire de Magnac-Laval                                                                                       |
| 1839                                     | 1842    | Guy Théobald Beilot |             | Médecin, maire de Magnac-Laval                                                                              |
| 1842                                     | 1845    | M. Mitraud          |             | Juge de paix à Magnac-Laval                                                                                 |
| 1845                                     | 1848    | M. Bigaud-Dumonard  |             | Adjoint au maire de Magnac-Laval                                                                            |
|                                          |         |                     |             | |
| av.1871                                  |         | Martin Dardanne     |             | Pharmacien à Magnac-Laval                                                                                   |
|                                          |         |                     |             | |
| 1919                                     | 1940    | Albert Giraud       | Rép.ind. RG | Maire de Saint-Léger-Magnazeix                                                                              |
| 1940                                     |         |                     |             | Les conseils d'arrondissement ont été suspendus par la loi du 12 octobre 1940 et n'ont jamais été réactivés |
| Les données manquantes sont à compléter. |         |                     |             | |

## Composition
Le canton de Magnac-Laval groupe 6 communes et compte 3 706 habitants en 2010.
| Communes                 | Population (2012) | Code postal | Code Insee |
| ------------------------ | ----------------- | ----------- | ---------- |
| Dompierre-les-Églises    | 373               | 87190       | 87057      |
| Droux                    | 444               | 87190       | 87061      |
| Magnac-Laval             | 1 810             | 87190       | 87089      |
| Saint-Hilaire-la-Treille | 409               | 87190       | 87149      |
| Saint-Léger-Magnazeix    | 515               | 87190       | 87160      |
| Villefavard              | 155               | 87190       | 87206      |

## Démographie
| 1962  | 1968  | 1975  | 1982  | 1990  | 1999  | 2006  | 2010  |
| ----- | ----- | ----- | ----- | ----- | ----- | ----- | ----- |
| 5 353 | 5 864 | 5 415 | 4 787 | 4 399 | 3 884 | 3 860 | 3 706 |